# 5月10日
5月10日（ごがつとおか）は、グレゴリオ暦で年始から130日目（閏年では131日目）にあたり、年末まではあと235日ある。

## できごと

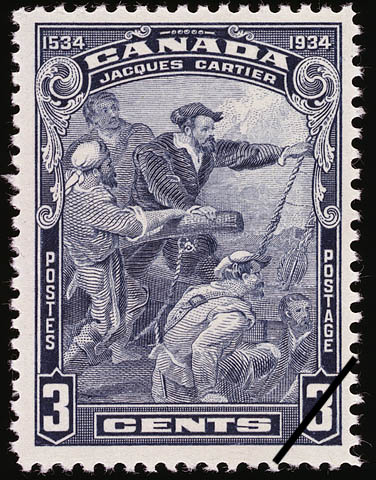
ジャック・カルティエ、ニューファンドランド島に到着(1534)。画像はカナダの記念切手。

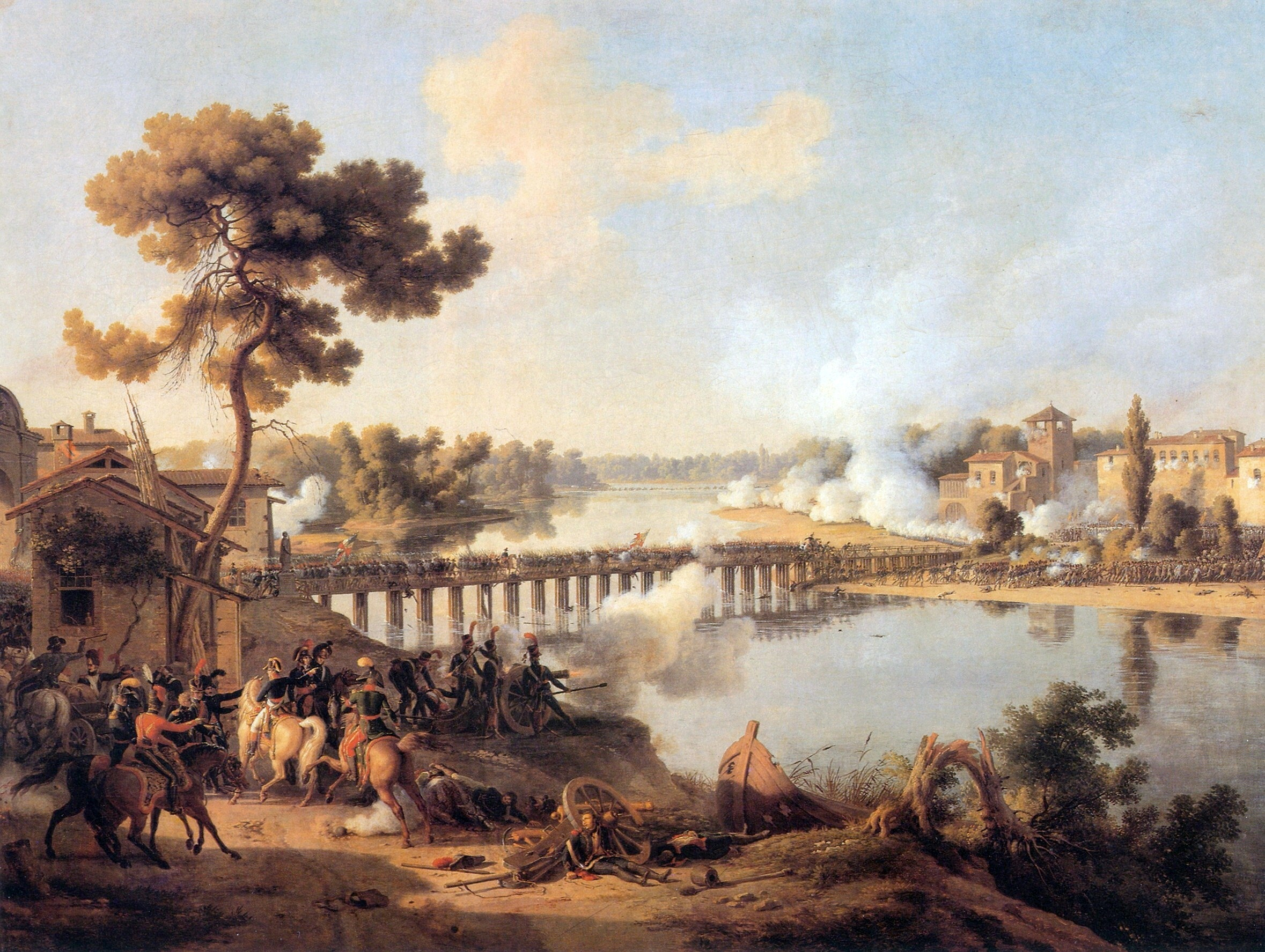
フランス革命戦争、ロディの戦い(1796)

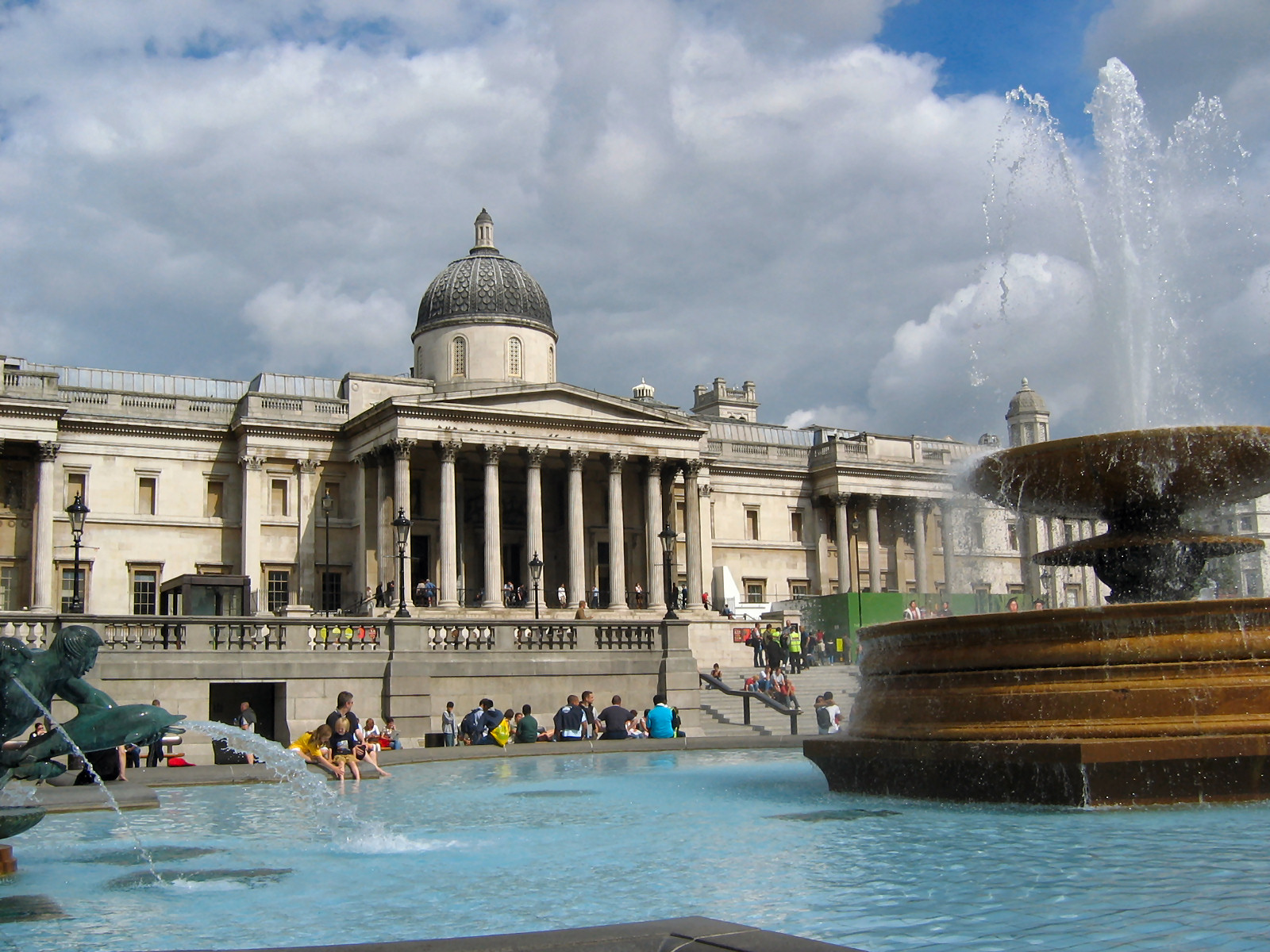
ロンドンのナショナルギャラリー公開(1824)

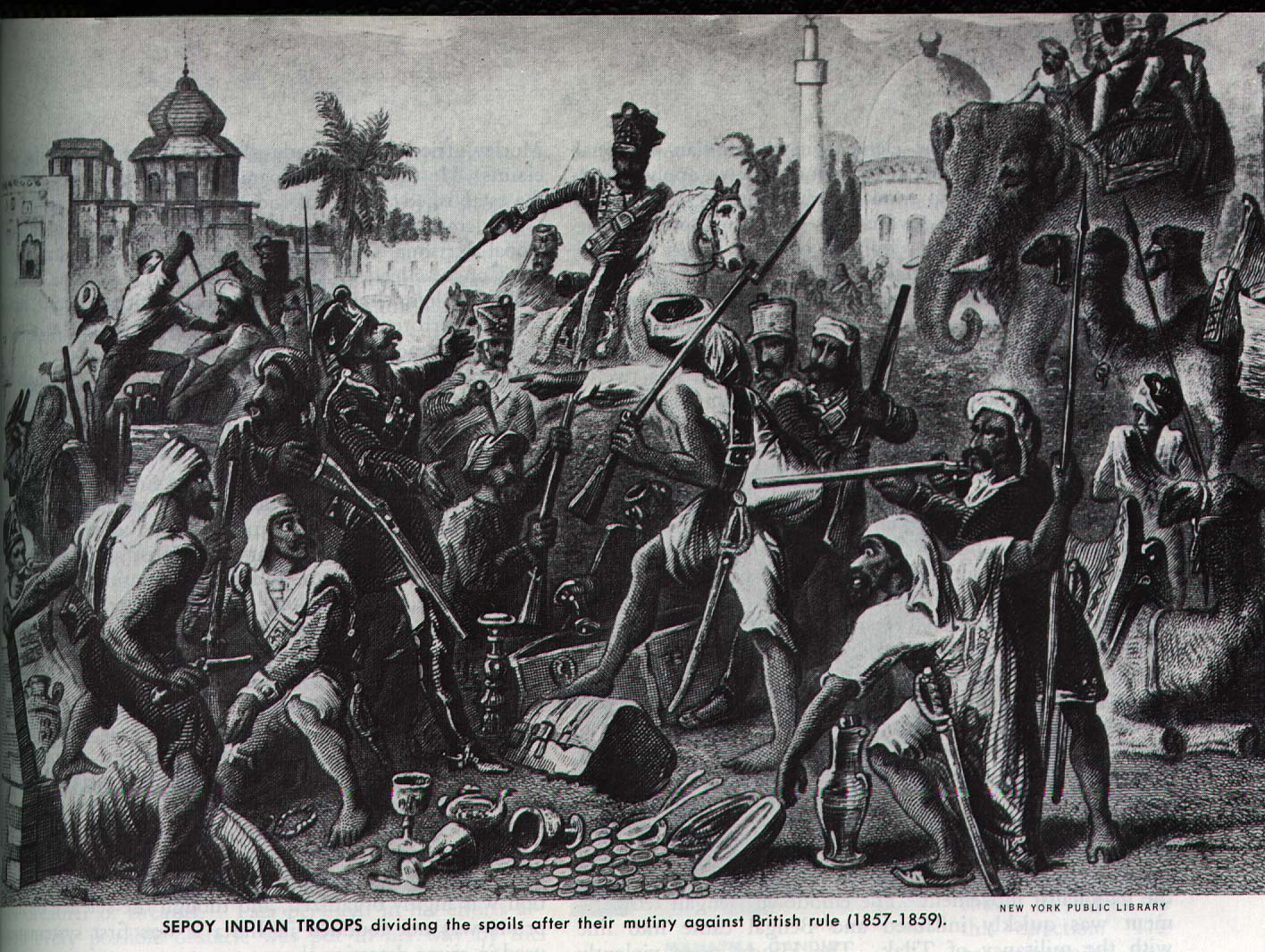
インド大反乱（セポイの乱）発生(1857)

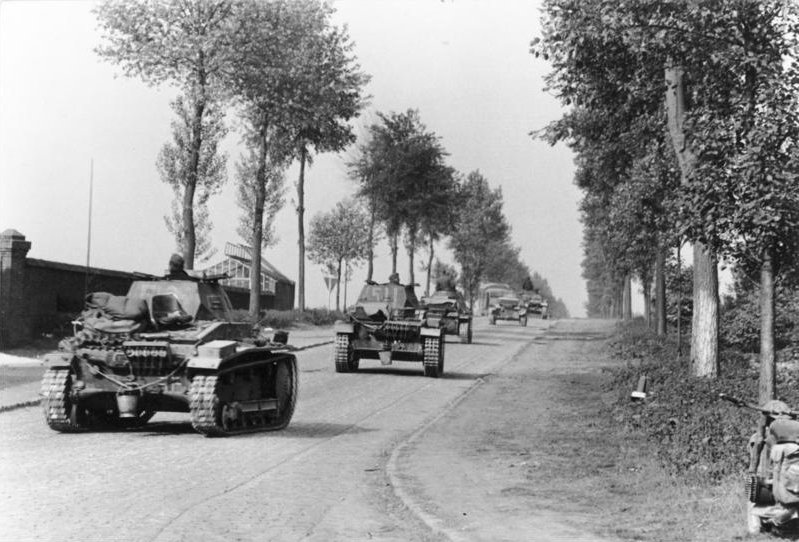
第二次世界大戦、黄色作戦はじまる(1940)

- 1575年（天正3年4月2日） - 石山合戦: 石山本願寺の顕如が織田信長に反抗して再挙兵。
- 1611年（慶長16年3月28日） - 豊臣秀頼が徳川家康の招きで上洛。二条城で会見する。
- 1768年 - イギリス王ジョージ3世を批判する記事を書いたかどでジョン・ウィルクスが監獄に収監、軍は収監に抗議する群衆に発砲し7名の死者を出す。
- 1773年 - ボストン茶会事件: イギリスで茶法が成立。
- 1774年 - ルイ16世がフランス王に即位。
- 1796年 - フランス政府転覆を計画したフランソワ・ノエル・バブーフらが逮捕される。
- 1796年 - イタリア戦役: ロディの戦いが行われる。
- 1804年 - ウィリアム・ピット（小ピット）がイギリスの18代首相に就任。
- 1824年 - ロンドンでナショナル・ギャラリーが初公開される。
- 1857年 - インドでインド大反乱（セポイの乱）が起こる。
- 1869年 - アメリカ合衆国で東西から建設された最初の大陸横断鉄道が接続される。
- 1871年 - フランスとプロイセン王国の間で「フランクフルト講和条約」調印。普仏戦争が終結。
- 1876年 - 日本で最初の広域的な地質図、200万分の1「日本蝦夷地質要略之図」がアメリカ人地質学者ライマンらにより作成され、開拓使から発行される。
- 1876年 - フィラデルフィア万国博覧会が開幕。11月10日まで。
- 1877年 - イキケ地震: Mw 8.7、死者2,400人
- 1895年 - 三国干渉: 日本が遼東半島を清に返還。
- 1900年 - 皇太子嘉仁親王（後の大正天皇）と九条節子（後の貞明皇后）が結婚。
- 1900年 - 鉄道唱歌第1集東海道篇が発売される。
- 1908年 - アメリカ・フィラデルフィアの教会で世界初の「母の日」を実施。
- 1922年 - キングマン・リーフがアメリカ領となる。
- 1923年 - 早稲田大学で軍事研究団が発足[1]。直後に学内対立が生じて早稲田大学軍事研究団事件に発展。
- 1924年 - ジョン・エドガー・フーヴァーがFBI長官に就任、1972年の死去に至るまで在任し続ける。
- 1932年 - アルベール・ルブランがフランスの大統領に就任。
- 1933年 - ドイツ各地で、ナチスによる「非ドイツ的」な著作物の大規模な焚書が公開で行われる。
- 1936年 - 静岡県立浜松第一中学校（現静岡県立浜松北高等学校）で、運動会終了後に配られた大福餅を食べた生徒、教員、その家族ら2000人以上が翌日以降に食中毒を発症、44人が死亡する大事件が発生[2]。
- 1936年 - マヌエル・アサーニャがスペイン第二共和政の大統領に就任。1939年4月まで。
- 1940年 - ウィンストン・チャーチルがイギリス首相に就任。
- 1940年 - 第二次世界大戦: ドイツ軍がオランダ・ベルギーに侵入。ドイツ軍の黄色作戦が始まる。
- 1940年 - 第二次世界大戦: イギリス軍がアイスランドに侵攻。
- 1948年 - 在朝鮮アメリカ陸軍司令部軍政庁統治下の南朝鮮単独で行われた韓国国会議員の総選挙である初代総選挙が行なわれる。
- 1949年 - カール・シャウプを団長とする税制使節団が来日。
- 1949年 - 北海道古平町で大火。597戸が全焼[3]。
- 1951年 - ラジオ東京（法人としては現・TBSホールディングス、放送事業としては現・TBSラジオ）が会社設立。
- 1952年 - 北陸放送開局。本州日本海側最初の民間放送ラジオ局。
- 1952年 - L・M・モンゴメリ作・村岡花子訳『赤毛のアン』公刊。
- 1952年 - 荒川放水路バラバラ殺人事件: 西新井橋から約1.7km上流、荒川放水路支流の入り江で、胴だけの男性の遺体を発見。被害者は警察官で、同年5月16日に妻が逮捕された[4]。
- 1960年 - 潜航状態での世界一周を達成したアメリカ海軍の原子力潜水艦「トライトン」がデラウェア州沖で浮上、潜航時間の世界記録を樹立。
- 1964年 - 国鉄柳ヶ瀬線がこの日限りで廃止。
- 1965年 - 国鉄スワローズがフジテレビ・産経新聞社に売却される。
- 1969年 - 国鉄が客車の等級を廃止し旅客運賃料金を一本化。グリーン車導入。（モノクラス制）
- 1975年 - ソニーがベータマックスの家庭用ビデオテープレコーダ1号機、SL-6300を発売。
- 1981年 - フランソワ・ミッテランがフランス大統領に就任。
- 1984年 - グリコ・森永事件: 報道機関に「かい人21面相」から「グリコ製品に毒物を混入した」との脅迫状が送られる。（兵庫青酸菓子ばら撒き事件）
- 1987年 - 帝銀事件の死刑囚平沢貞通が獄中で病死。
- 1994年 - 南アフリカ大統領にネルソン・マンデラが就任。南アフリカで初の黒人政権。
- 2003年 - リトアニアで欧州連合加盟をめぐる国民投票が実施。翌11日まで。
- 2004年 - 日本の皇太子徳仁親王が記者会見で人格否定発言を行う。
- 2004年 - Winnyの開発者が京都府警に逮捕。
- 2005年 - ブラジリアで第1回南米・アラブ諸国首脳会議が開催。
- 2006年 - イタリアの戦後第11代の大統領に、現左翼民主党のジョルジョ・ナポリターノが選出される。
- 2008年 - ミャンマーで、新憲法の是非を問う国民投票が実施される[5]。投票率99％、92.4％の賛成票で新憲法が承認された。
- 2017年 - 9日に実施された韓国の第19代大統領選挙で当選した「共に民主党」の文在寅が、大統領に就任した[6]。
- 2018年 - 9日に行われた2018年マレーシア下院議員選挙で勝利したマハティール・ビン・モハマドが、選挙で選ばれた国家指導者としては世界最高齢で首相に就任[7]。

## 誕生日

### 人物

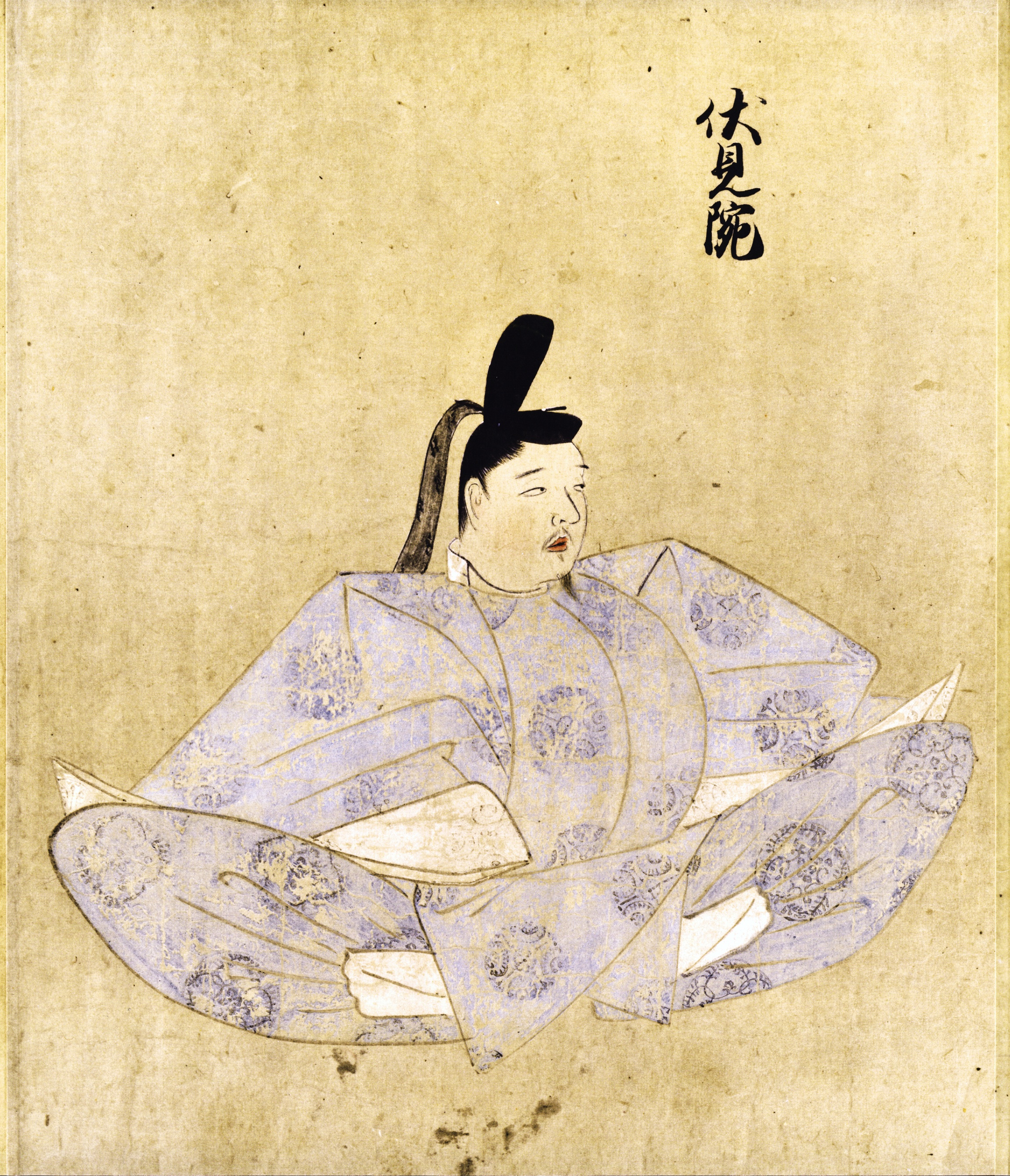
第92代天皇伏見天皇(1265-1317)誕生。

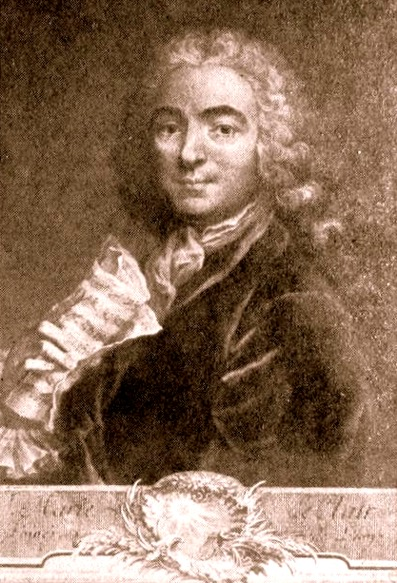
バロックの作曲家、ジャン＝マリー・ルクレール(1697-1764)誕生。

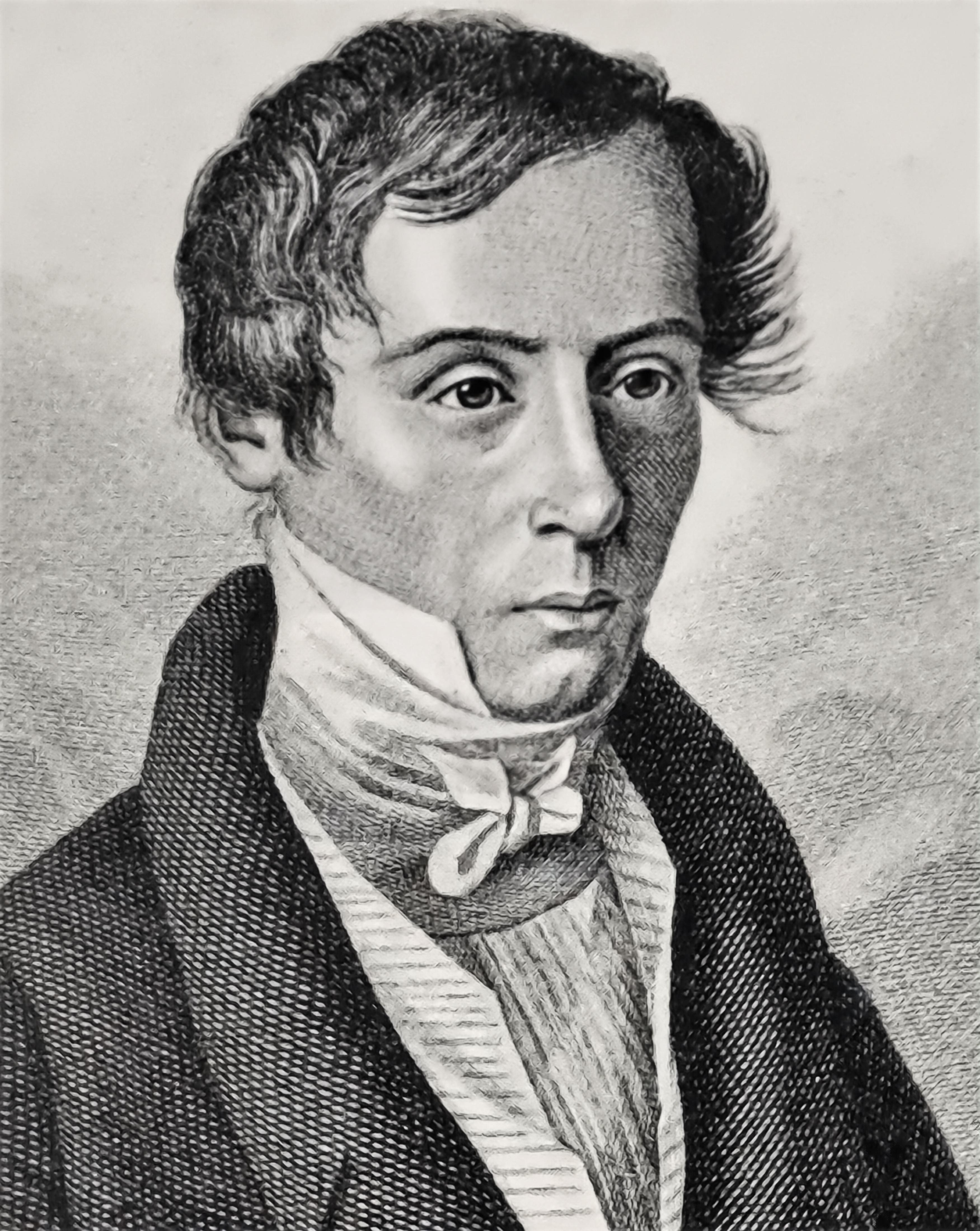
物理学者オーギュスタン・ジャン・フレネル(1788-1827)誕生。

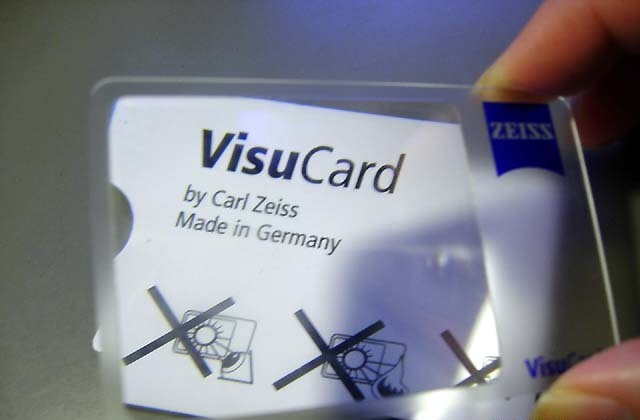
物理学者オーギュスタン・ジャン・フレネル(1788-1827)誕生。画像はフレネルレンズ。

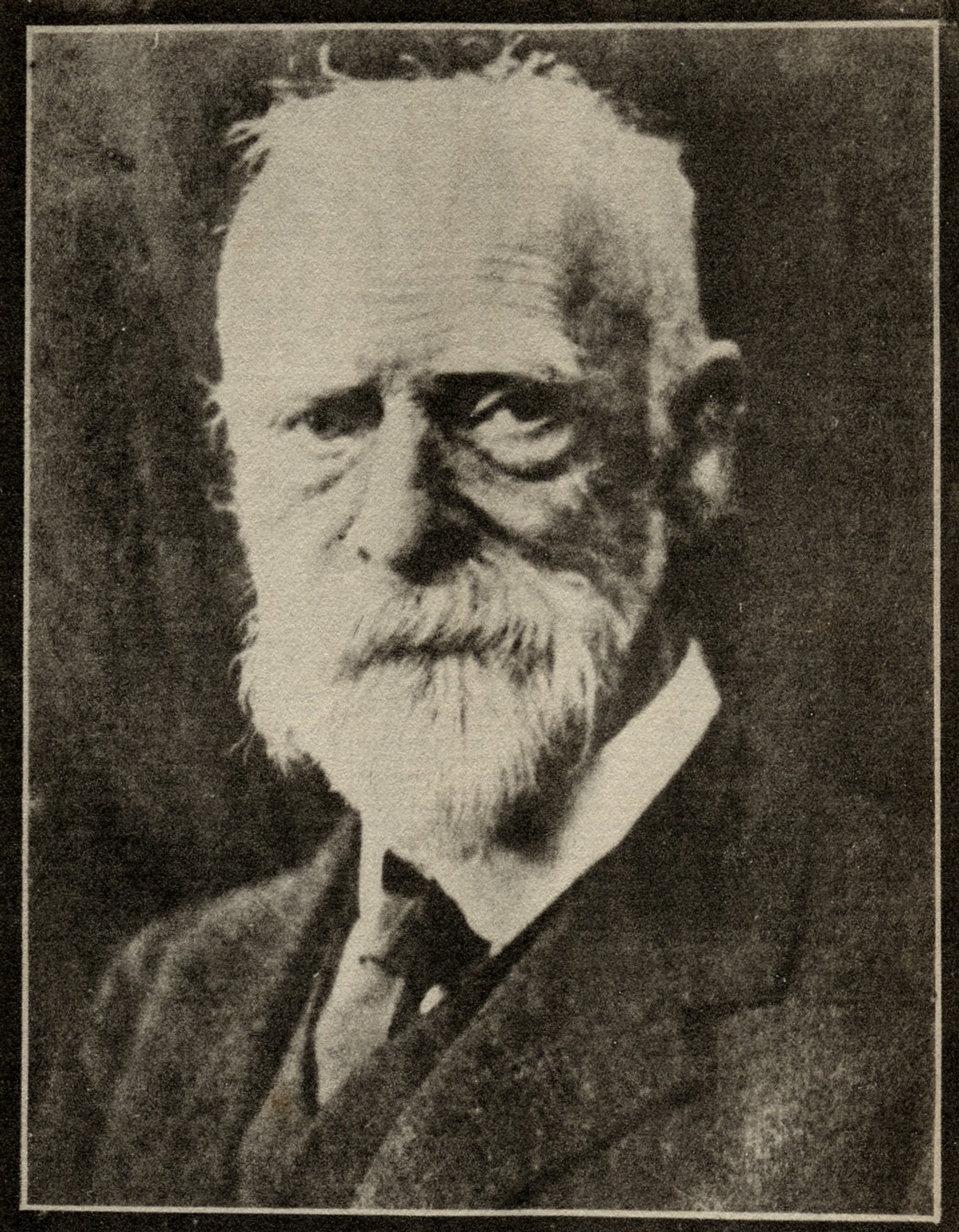
法学者ジェームズ・ブライス(1838-1922)誕生。

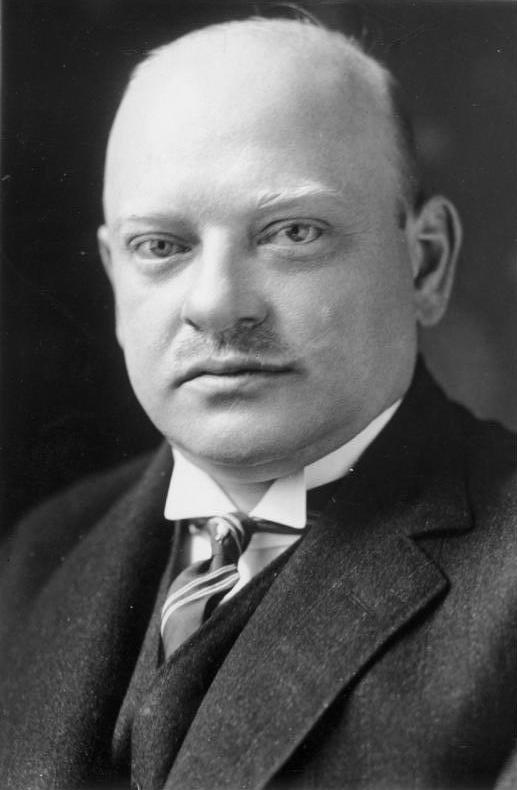
英仏との和解に努めたドイツの政治家グスタフ・シュトレーゼマン(1878-1929)誕生。

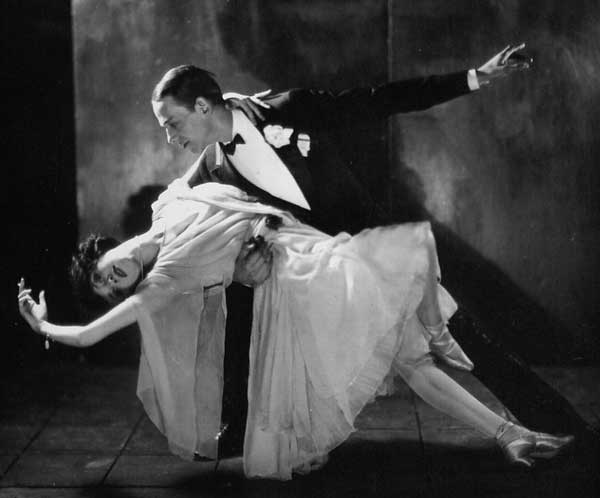
俳優・ダンサー、フレッド・アステア(右; 1899-1987)誕生。

- 213年/214年 - クラウディウス・ゴティクス、軍人皇帝時代のローマ皇帝（+ 270年）
- 850年（嘉祥3年3月25日） - 清和天皇、第56代天皇（+ 881年）
- 1265年（文永2年4月23日） - 伏見天皇、第92代天皇（+ 1317年）
- 1491年 - シュザンヌ・ド・ブルボン、ブルボン女公（+ 1521年）
- 1609年（慶長14年4月4日） - 池田光政、江戸時代前期の大名・第3代姫路藩主（+ 1682年）
- 1697年 - ジャン＝マリー・ルクレール、作曲家、ヴァイオリニスト（+ 1764年）
- 1711年（宝永8年3月23日） - 五島盛道、第7代福江藩主（+ 1780年）
- 1727年 - ジャック・テュルゴー、経済学者、財政家（+ 1781年）
- 1760年 - クロード＝ジョゼフ・ルジェ・ド・リール、フランスの軍人（+ 1836年）
- 1770年 - ルイ＝ニコラ・ダヴー、軍人、元帥（+ 1823年）
- 1788年 - オーギュスタン・ジャン・フレネル、物理学者（+ 1827年）
- 1816年 - イヴァン・ツァンカル、作家、詩人（+ 1918年）
- 1826年 - ヘンリー・ソービー、地質学者（+ 1908年）
- 1838年 - ジェームズ・ブライス、法学者、歴史家、政治家（+ 1922年）
- 1838年 - ジョン・ウィルクス・ブース、俳優、リンカーン米大統領を暗殺した人物（+ 1865年）
- 1840年（天保11年4月9日） - 跡見花蹊、教育者、跡見学園の創設者（+ 1926年）
- 1848年 - トーマス・リプトン、実業家、「リプトン」創業者（+ 1931年）
- 1867年（慶応3年4月7日） - 財部彪、日本海軍軍人（+ 1949年）
- 1868年 - エド・バロー、メジャーリーグ監督（+ 1953年）
- 1872年 - マルセル・モース、社会学者、文化人類学者（+ 1950年）
- 1873年 - 山田孝雄、国語学者、国文学者（+ 1958年）
- 1875年 - グスタフ・シュトレーゼマン、政治家（+ 1929年）
- 1876年 - 本庄繁、日本陸軍軍人（+ 1945年）
- 1886年 - カール・バルト、神学者（+ 1968年）
- 1886年 - 河合良成、実業家、政治家（+ 1970年）
- 1888年 - 初代 市川猿翁、歌舞伎役者（+ 1963年）
- 1888年 - マックス・スタイナー、作曲家（+ 1971年）
- 1890年 - アルフレート・ヨードル、軍人（+ 1946年）
- 1892年 - 山口青邨、俳人（+ 1988年）
- 1895年 - 知念カマ、元世界最高齢者（+ 2010年）
- 1895年 - ディミトリ・ティオムキン、作曲家（+ 1979年）
- 1899年 - フレッド・アステア、俳優、ダンサー（+ 1987年）
- 1899年 - 張大千、画家（+ 1983年）
- 1900年 - 吉田賢抗、漢文学者（+ 1995年）
- 1900年 - 中村福助 (成駒屋5代目)、歌舞伎役者（+1933年）
- 1901年 - 和合恒男、農本主義者（+1941年）
- 1902年 - デヴィッド・O・セルズニック、映画プロデューサー（+ 1965年）
- 1904年 - 桑原武夫、フランス文学者、評論家（+ 1988年）
- 1905年 - 石橋岱城、宗教家（+1936年）
- 1906年 - 吉行エイスケ、詩人（+ 1940年）
- 1915年 - 中村広、元騎手、調教師（+1997年）
- 1916年 - 鈴木英夫、映画監督（+ 2002年）
- 1919年 - 千葉茂、元プロ野球選手、監督（+ 2002年）
- 1919年 - ダニエル・ベル、社会学者（+ 2011年）
- 1922年 - 伊藤利夫、元プロ野球選手、高校野球指導者（+ 2011年）
- 1923年 - ヘイダル・アリエフ、政治家、アゼルバイジャン大統領（+ 2003年）
- 1924年 - 清水喜一郎、プロ野球選手（+ 1964年）
- 1925年 - 橋田壽賀子、脚本家（+ 2021年）
- 1925年 - 木島則夫、司会者、アナウンサー、参議院議員（+ 1990年）
- 1926年 - ウゴ・バンセル・スアレス、政治家、ボリビア大統領（+ 2002年）
- 1926年 - 三重野栄子、政治家（+ 2013年）
- 1928年 - ローター・シュミット、チェスプレーヤー（+ 2013年）
- 1929年 - 大林太良、民族学者（+ 2001年）
- 1930年 - ジョージ・E・スミス、物理学者（+ 2025年）
- 1931年 - 大橋秀雄、工学者、東京大学名誉教授、工学院大学名誉教授
- 1931年 - 外山雄三、指揮者、作曲家（+ 2023年）
- 1931年 - 永井一郎、声優（+ 2014年）
- 1933年 - 扇千景、女優、政治家、第26代参議院議長（+ 2023年）
- 1934年 - 高見のっぽ、俳優、作家（+ 2022年）
- 1934年 - 石川緑、元プロ野球選手（+ 2004年）
- 1935年 - 加藤昌利、元プロ野球選手（+ 1985年）
- 1935年 - 円谷皐、実業家、元円谷プロダクション社長（+1995年）
- 1935年 - 野中郁次郎、経営学者（+ 2025年）
- 1936年 - 田中英二、アニメーター、漫画家（+1982年）
- 1937年 - 山口洋子、小説家（+ 2014年）
- 1937年 - 宮本恵美子、元バレーボール選手（+ 2023年）
- 1938年 - マリナ・ヴラディ、女優
- 1938年 - 川橋幸子、政治家（+ 2024年）
- 1938年 - 財津守、元プロ野球選手（+ 1990年）
- 1940年 - 王貞治、元プロ野球選手、監督（戸籍上の誕生日は5月20日）
- 1941年 - 宮沢明子、ピアニスト（+ 2019年）
- 1942年 - 高橋敏夫、経営学者、拓殖大学名誉教授、元学長
- 1946年 - ドノヴァン、ミュージシャン
- 1946年 - グレアム・グールドマン、ミュージシャン（10cc）
- 1947年 - 山口果林、女優
- 1947年 - 山本寛、元プロ野球選手
- 1947年 - マリオン・ラムジー、女優、歌手（+ 2021年）
- 1949年 - 喜多嶋隆、小説家
- 1949年 - 高橋伴明、映画監督
- 1949年 - カシアス内藤、元プロボクサー
- 1950年 - 赤坂光昭、元プロ野球選手
- 1951年 - 藪上敏夫、元プロ野球選手
- 1951年 - 山本良材、元プロ野球選手
- 1951年 - 豊倉孝治、元プロ野球選手
- 1951年 - 山口義行、経済学者、立教大学名誉教授
- 1953年 - ケネス・ハワード・ライト、元プロ野球選手
- 1954年 - 丸山圭子、シンガーソングライター
- 1955年 - 松原由昌、元プロ野球選手（+ 2014年）
- 1956年 - 森達也、映画監督
- 1957年 - シド・ヴィシャス、ベーシスト（セックス・ピストルズ）（+ 1979年）
- 1958年 - 柴田直人、ベーシスト、作曲家（ANTHEM）
- 1959年 - 小松辰雄、元プロ野球選手
- 1960年 - ボノ、ミュージシャン（U2）
- 1960年 - マリーン・オッティ、陸上競技選手
- 1960年 - 斉藤浩行、元プロ野球選手
- 1961年 - 藤あや子、演歌歌手
- 1961年 - 小林洋司、厚生労働官僚
- 1961年 - 白坂契、野球指導者
- 1961年 - 大石圭、小説家
- 1962年 - ジョーイ・マイヤー、元プロ野球選手
- 1962年 - 星原一彦、元プロ野球選手
- 1962年 - 中野猛、ジェムケリー社長、実業家
- 1962年 - アッタカーン・ウォンチャナマース、大使
- 1963年 - カルロス・ラフォン＝パリアス、調教師
- 1963年 - 一条真也、作家
- 1963年 - リサ・ノワック、宇宙飛行士
- 1964年 - 山川周一、元プロ野球選手
- 1965年 - 鈴木けんじ、歌手
- 1965年 - 草刈民代、バレエダンサー、女優
- 1965年 - 梁田清之、声優（+ 2022年）
- 1965年 - リンダ・エヴァンジェリスタ、スーパーモデル
- 1965年 - 中村泰人、アナウンサー
- 1965年 - 大塚朋之、政治家
- 1965年 - 小川浩一、元プロ野球選手
- 1966年 - 田代尚子、元アナウンサー
- 1966年 - 樋口大輔、漫画家
- 1966年 - ひうらさとる、漫画家
- 1967年 - 今久留主成幸、元プロ野球選手
- 1967年 - 武田修宏、元サッカー選手
- 1968年 - 高木晃次、元プロ野球選手
- 1968年 - ウィリアム・リーガル、プロレスラー（WWE）
- 1968年 - タチアナ・シコレンコ、陸上競技選手
- 1969年 - デニス・ベルカンプ、元サッカー選手
- 1969年 - ゾラン・プリモラッツ、卓球選手
- 1969年 - ボブ・サンクラー、DJ
- 1970年 - 石澤智幸（トモ）、お笑い芸人（テツandトモ）
- 1970年 - 島田珠代、お笑い芸人
- 1970年 - 喜多川泰、作家
- 1970年 - 難波幸治、元プロ野球選手
- 1971年 - 金正男、政治家（+ 2017年）
- 1971年 - 諏訪貴子、実業家
- 1971年 - 山崎一彦、陸上競技選手
- 1971年 - 相沢友子、脚本家、歌手
- 1972年 - ゲオルギオス・パルテニウ、外交官
- 1973年 - ジェーン・スー、音楽プロデューサー、作詞家、コラムニスト
- 1973年 - いでえいじ、漫画家
- 1973年 - 天田ヒロミ、キックボクサー
- 1973年 - リュシュテュ・レチベル、元サッカー選手
- 1973年 - 伊藤隆太、アナウンサー
- 1974年 - 鎌田義、競艇選手
- 1974年 - シルヴァン・ヴィルトール、元サッカー選手
- 1975年 - 白鳥正樹、元プロ野球選手
- 1976年 - 藤本博史、元プロ野球選手
- 1977年 - 神取恭子、アナウンサー
- 1977年 - 是永大輔、経営者
- 1977年 - 月見草平、小説家、ライトノベル作家
- 1977年 - 橋誠、元プロレスラー
- 1977年 - 南原照也、元競輪選手
- 1977年 - ニック・ハイドフェルド、F1レーサー
- 1978年 - 山井大介、元プロ野球選手
- 1979年 - トニー・アルバレス、元プロ野球選手
- 1979年 - 井坂俊哉、俳優
- 1979年 - 恵畑ゆう、俳優、歌手
- 1979年 - 遠山大輔、お笑い芸人（グランジ）
- 1980年 - クレイグ・ブラゼル、元プロ野球選手
- 1981年 - 岸田護、元プロ野球選手、監督
- 1981年 - 徐錚、元野球選手
- 1981年 - 河村尚子、ピアニスト
- 1983年 - 黒瀬陽平、美術家、評論家
- 1983年 - 平田徹、高校野球指導者
- 1983年 - 名嘉俊、ミュージシャン（HY）
- 1984年 - ブレント・ボメントレ、フィギュアスケート選手
- 1984年 - 丁楊、フィギュアスケート選手
- 1984年 - キャム・ミコライオ、元プロ野球選手
- 1984年 - エドワード・ムヒカ、元プロ野球選手
- 1984年 - 石川香織、政治家、元アナウンサー
- 1984年 - 高井和治、元陸上競技選手
- 1985年 - 西村健太朗、元プロ野球選手
- 1985年 - 生山裕人、元プロ野球選手
- 1985年 - シャナ・マリー・マクラフリン、アダルトモデル
- 1985年 - 塚原直貴、元陸上選手
- 1988年 - 西村みずほ、元女優
- 1988年 - 栃下有沙、タレント、女優
- 1988年 - ライアン・ジャクソン、元プロ野球選手
- 1990年 - 片山陽加、タレント（元AKB48）
- 1990年 - 上森寛元、俳優
- 1990年 - 星川なつ、AV女優
- 1990年 - 乾鈴恵、元バレーボール選手
- 1990年 - 桐谷ユリア、AV女優
- 1990年 - サルバドール・ペレス、プロ野球選手
- 1990年 - エミリー・ウォン、歌手
- 1990年 - サーカイ・ジョッキージム、プロボクサー（+ 2009年）
- 1991年 - 伊達朱里紗、声優、プロ雀士
- 1991年 - エテネシュ・ディロ、陸上競技選手
- 1991年 - ピアース・ジョンソン、プロ野球選手
- 1991年 - 関谷亮太、元プロ野球選手
- 1993年 - 志田未来、女優
- 1993年 - ダ・ヴィンチ・恐山、小説家、ウェブライター
- 1993年 - 其田健也、陸上競技選手
- 1994年 - 土屋飛鳥、ミュージシャン
- 1994年 - チアキ・レイシー、元タレント
- 1994年 - 増澤璃凜子、女優、映画監督
- 1995年 - ユリア・プフレングレ、フィギュアスケート選手
- 1995年 - 堀江圭功、総合格闘家
- 1995年 - 守田英正、サッカー選手
- 1996年 - 向田茉夏、元アイドル（元SKE48）
- 1996年 - 櫻井美樹、バレーボール選手
- 1997年 - リシャルリソン・デ・アンドラーデ、サッカー選手
- 1997年 - 北川ひかる、サッカー選手
- 1998年 - 上妻成吾、元タレント
- 1998年 - 堀瑞輝、プロ野球選手
- 1999年 - 花岡芽佳[8]、女優、声優
- 1999年 - 中村駿太、サッカー選手
- 1999年 - イ・チョンミン、プロアイスホッケー選手
- 2000年 - 若松尚輝、プロ野球選手
- 2000年 - かとゆり、インフルエンサー、元グラビアアイドル
- 2001年 - 本田風智、サッカー選手
- 2001年 - 田平起也、サッカー選手
- 2001年 - 浪花ほのか、ファッションモデル
- 2002年 - 船木結、元アイドル（元アンジュルム、元カントリー・ガールズ）
- 2004年 - 三塚琉生、プロ野球選手
- 2005年 - 庄司龍成、子役
- 2009年 - 横山芽衣、子役
- 生年非公表 - レニー・ハート、ナレーター
- 生年非公表 - 金田まひる、声優
- 生年非公表 - 諸岡きゅうこ、漫画家
- 生年不詳 - 芦澤亜希子、声優
- 生年不詳 - 小林研二、声優
- 生年不詳 - 柴山由崇、声優
- 生年不詳 - 谷口号!、声優
- 生年不詳 - 緒方智美、声優
- 生年不詳 - 瑠音舞佳、女優
- 生年不詳 - 舞姫あゆみ、女優

### 人物以外（動物など）
- 1980年 - ダイナカール、競走馬、繁殖牝馬（+ 1999年）

## 忌日

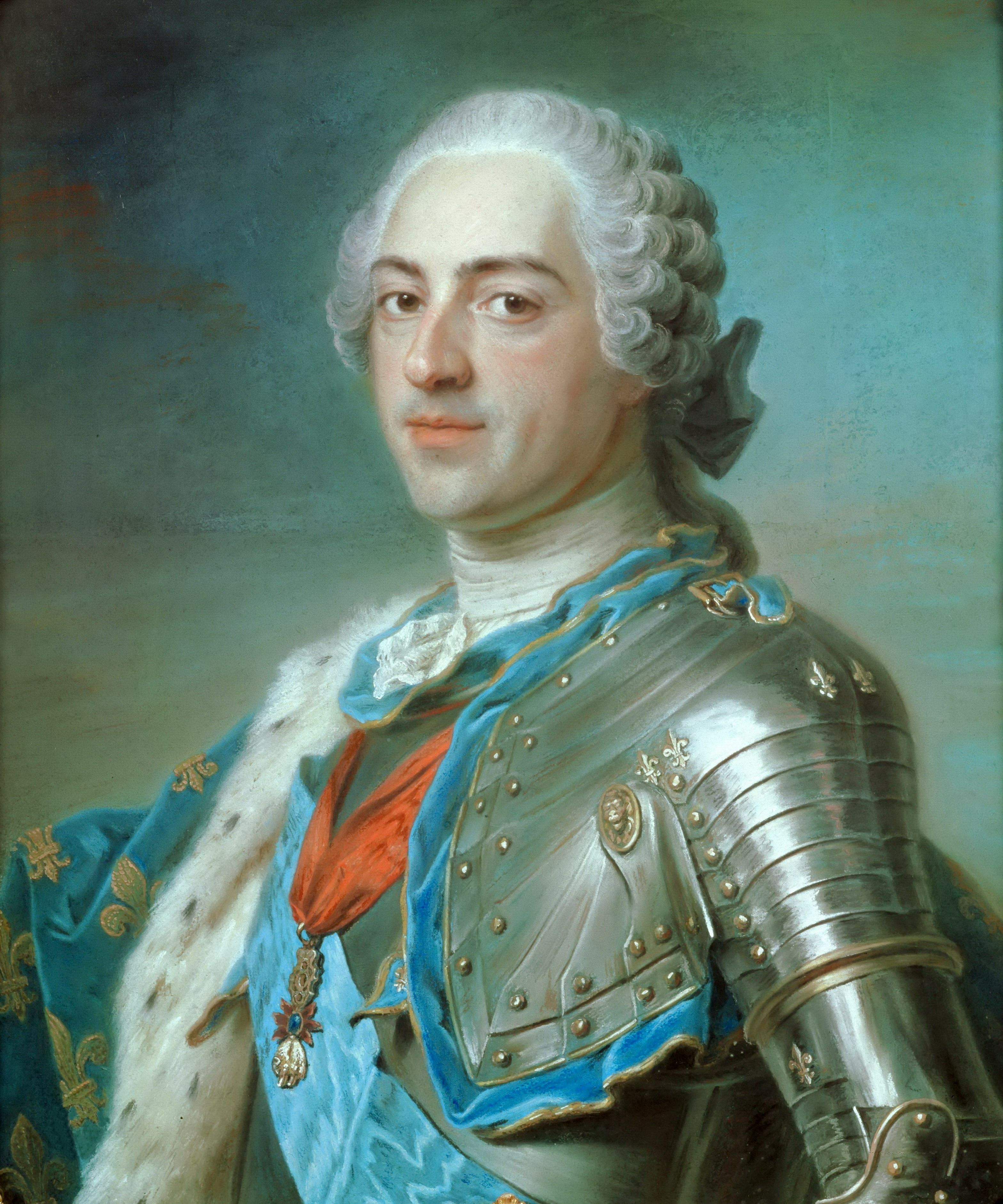
ルイ15世(1710-1774)没。画像はモーリス・カンタン・ド・ラ・トゥール画(1748)

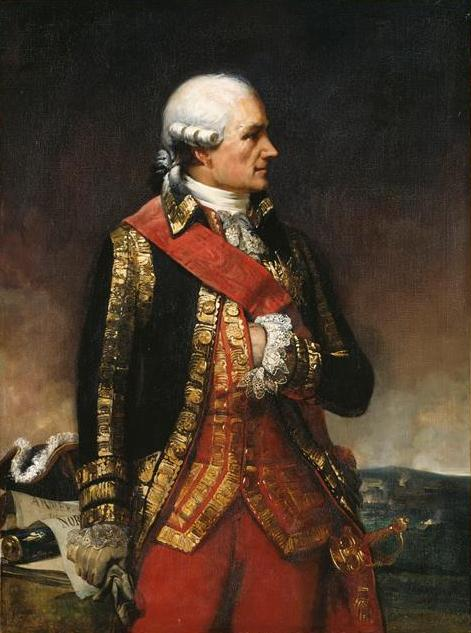
フランス軍元帥ジャン＝バティスト・ド・ロシャンボー(1725-1807)没。米国独立戦争で英軍を降伏させた。

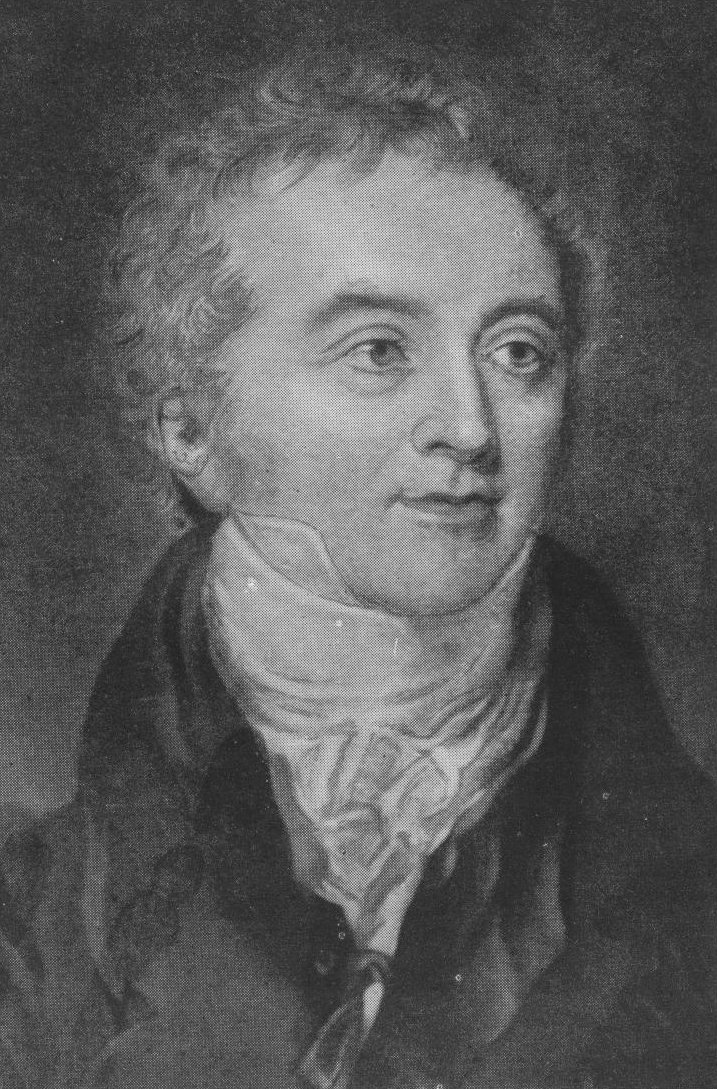
物理学者トマス・ヤング(1773-1829)没。

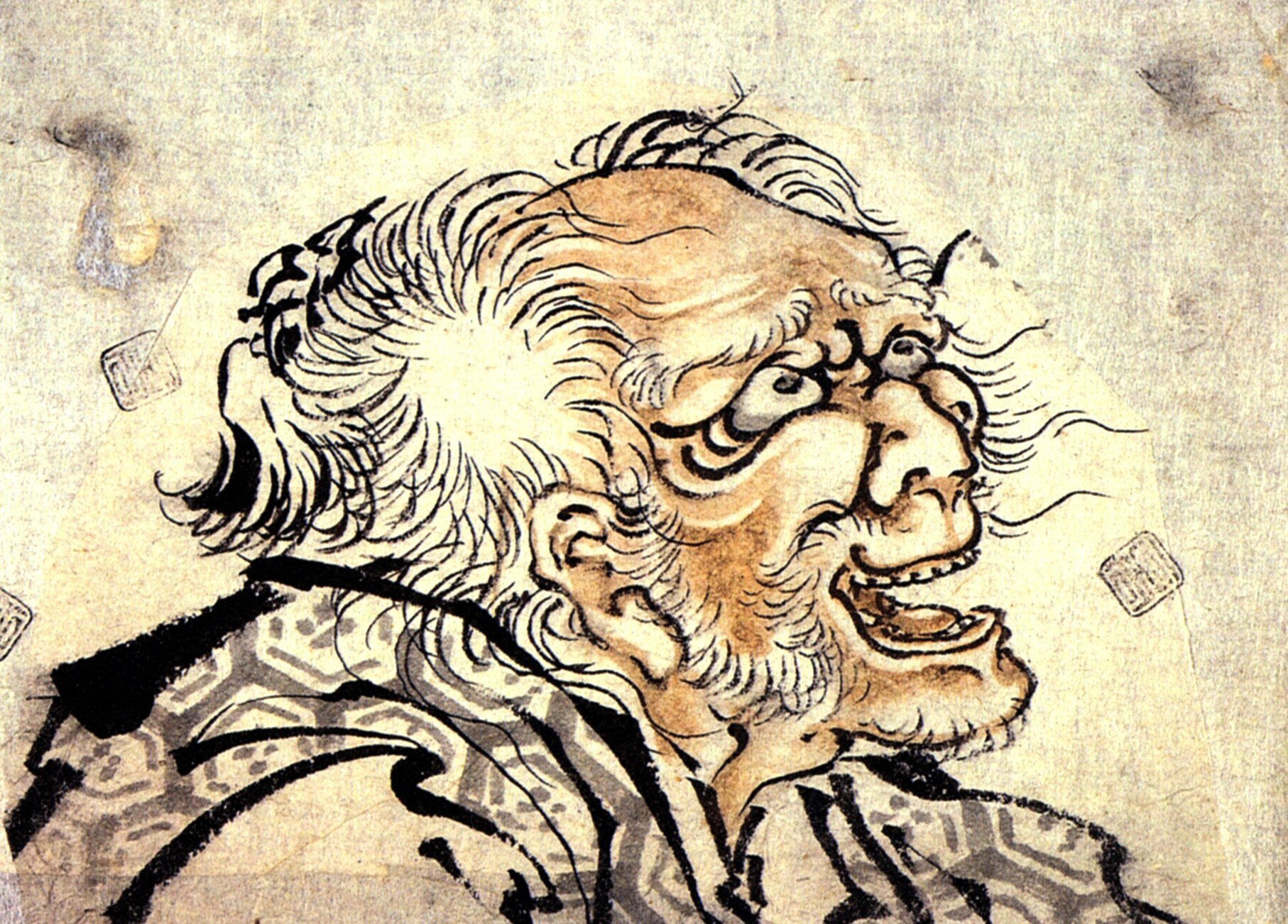
浮世絵師葛飾北斎(1760?-1849)。画像は82歳時の自画像(1842)

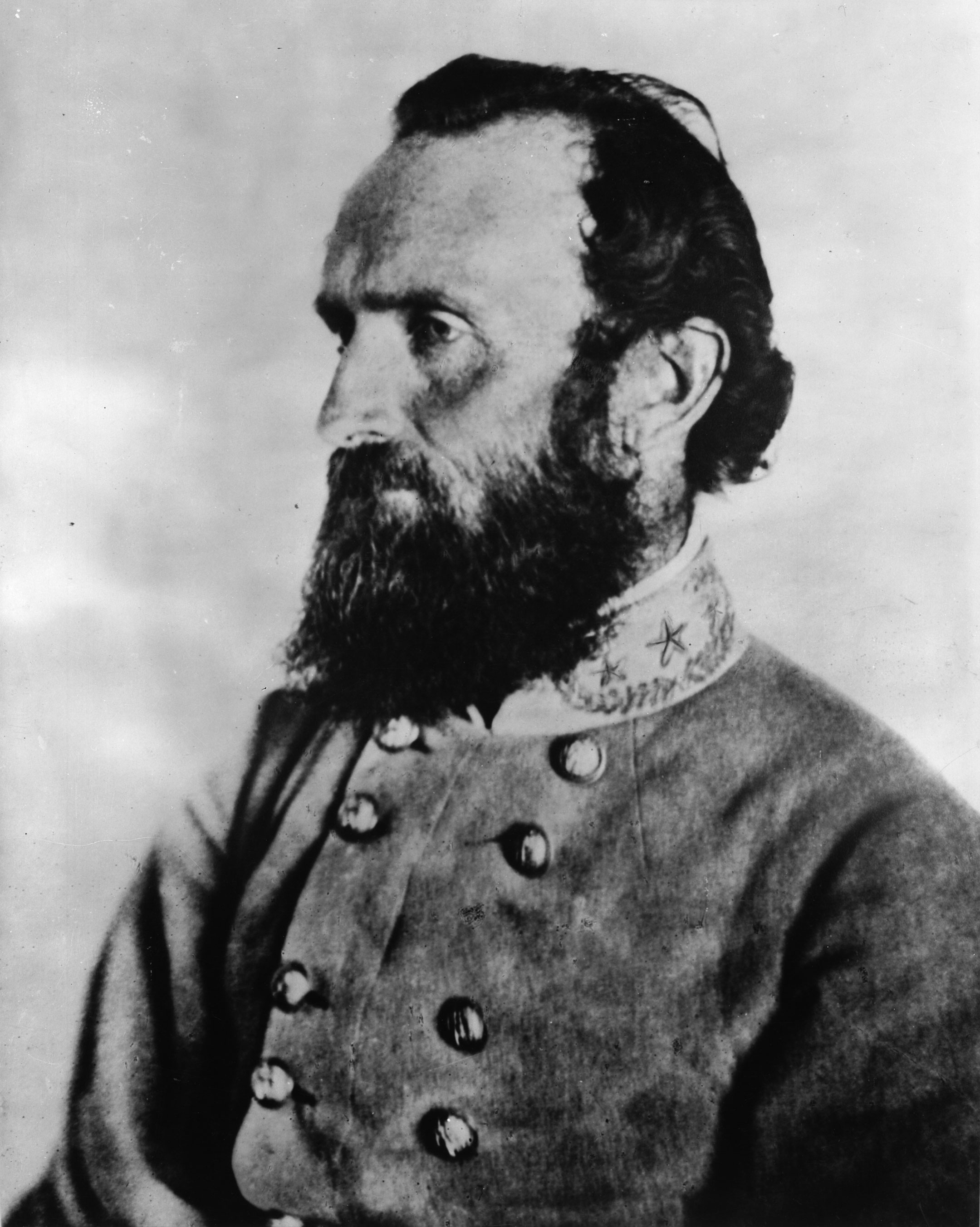
南部連合の軍人ストーンウォール・ジャクソン(1824-1863)戦死。

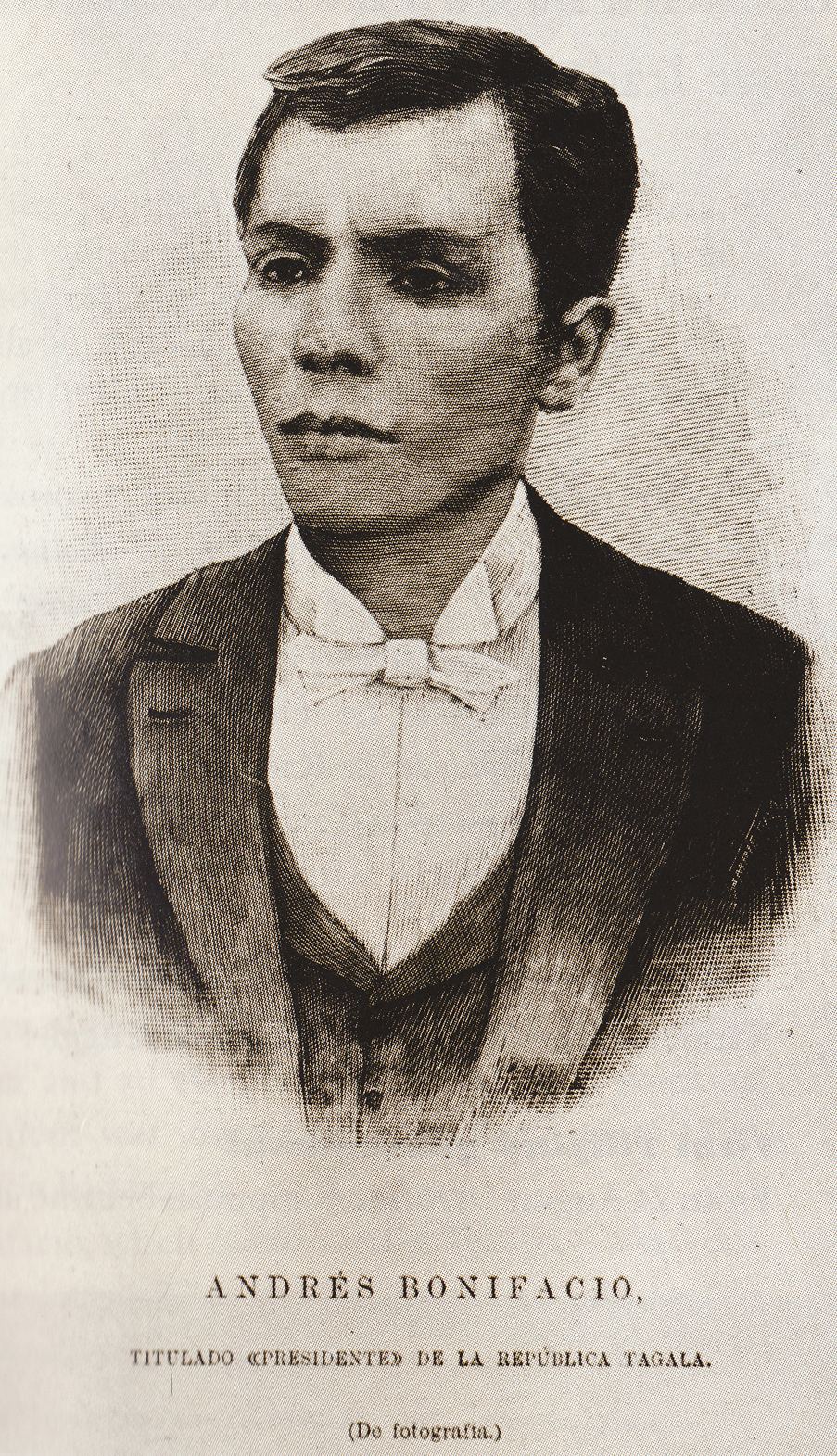
フィリピンの独立運動家アンドレス・ボニファシオ(1863-1897)刑死。

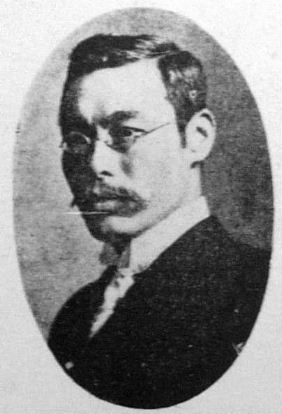
小説家二葉亭四迷(1864-1909)没。

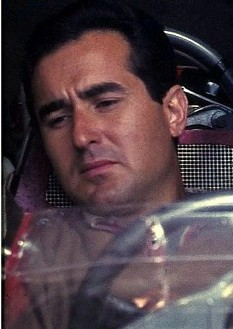
F1レーサー、ロレンツォ・バンディーニ(1935-1967)事故死。

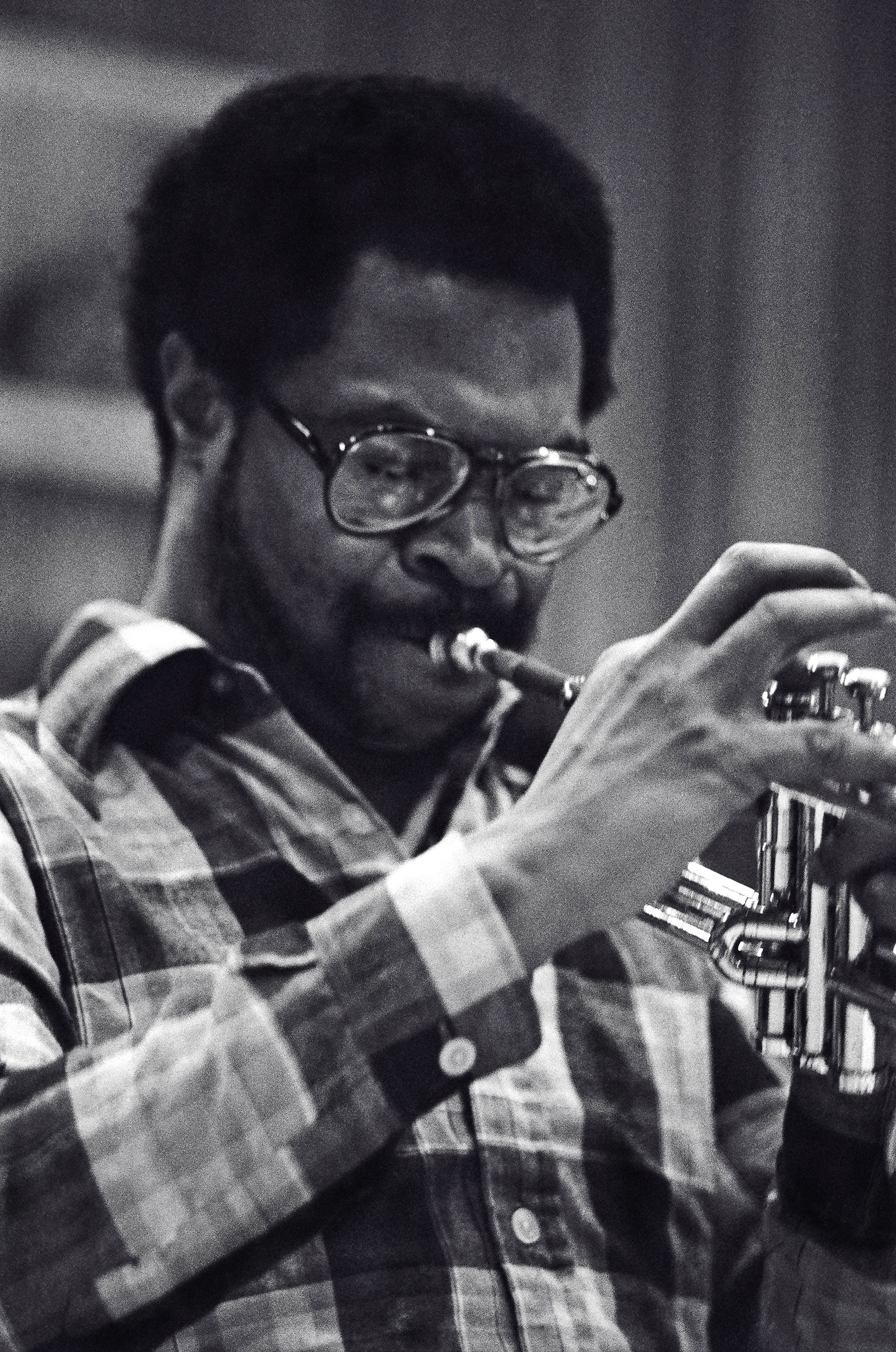
ジャズ・トランペッター、ウディ・ショウ(1944-1989)没。

- 1034年 - ミェシュコ2世、ポーランド王（* 990年）
- 1354年（正平9年/文和3年4月17日） - 北畠親房、公卿、歌人（* 1293年）
- 1424年（応永31年4月12日） - 後亀山天皇、第99代天皇（* 1347年）
- 1482年 - パオロ・ダル・ポッツォ・トスカネッリ、天文学者（* 1397年）
- 1510年 - カテリーナ・スフォルツァ、ルネサンス期イタリアの女性領主（* 1463年）
- 1566年 - レオンハルト・フックス、医師、植物学者（* 1501年）
- 1590年（天正18年4月7日） - 伊達政道（小次郎）、戦国武将（* 1568年）
- 1657年 - グスタフ・ホルン、スウェーデンの軍人（* 1592年）
- 1670年 - クロード・ヴィニョン、画家（* 1593年）
- 1737年（元文2年4月11日） - 中御門天皇、第114代天皇（* 1701年）
- 1753年 - ニコラ・ファシオ・ド・デュイリエ、数学者（* 1664年）
- 1760年 - クリストフ・グラウプナー、作曲家、チェンバロ奏者（* 1683年）
- 1774年 - ルイ15世、フランス王（* 1710年）
- 1787年 - ウィリアム・ワトソン、医師、植物学者、物理学者（* 1715年）
- 1798年 - ジョージ・バンクーバー、英国海軍士官、探検家（* 1757年）
- 1807年 - ジャン＝バティスト・ド・ロシャンボー、フランス軍の元帥（* 1725年）
- 1818年 - ポール・リビア、アメリカ独立運動家（* 1735年）
- 1819年 - マリアーノ・サルバドール・マエラ、画家（* 1739年）
- 1822年 - パオロ・ルフィニ、数学者（* 1765年）
- 1829年 - トマス・ヤング、科学者、考古学者（* 1773年）
- 1849年（嘉永2年4月18日） - 葛飾北斎、浮世絵師（* 1760年）
- 1863年 - ストーンウォール・ジャクソン、アメリカ連合国陸軍の少将（* 1824年）
- 1869年 - ベルンハルト・モーリック、ヴァイオリニスト、作曲家（* 1802年）
- 1889年 - ミハイル・サルトィコフ＝シチェドリン、小説家（* 1826年）
- 1897年 - アンドレス・ボニファシオ、フィリピンの独立運動家（* 1863年）
- 1904年 - ヘンリー・モートン・スタンリー、探検家（* 1841年）
- 1909年 - 二葉亭四迷、小説家（* 1864年）
- 1910年 - スタニズラオ・カニッツァーロ、有機化学者、政治家（* 1826年）
- 1910年 - ベルナール・ブリュンヌ、地球物理学者（* 1867年）
- 1914年 - オーガスティン・サケット（英語版）、海軍軍人、起業家、石膏ボード発明者（* 1841年）
- 1915年 - カール・ゴットハルト・ランプレヒト（ドイツ語版）、歴史家（* 1856年）
- 1930年 - 下村観山、日本画家（* 1873年）
- 1937年 - ポール・シャバ、画家（* 1869年）
- 1950年 - 喜多文子、囲碁棋士（* 1875年）
- 1954年 - 安藤紀三郎、政治家、陸軍軍人（* 1879年）
- 1955年 - トミー・バーンズ、プロボクサー（* 1881年）
- 1964年 - ミハイル・ラリオーノフ、画家（* 1881年）
- 1966年 - 栗栖赳夫、政治家、銀行家、法学者、元日本興業銀行総裁、第52代大蔵大臣（* 1895年）
- 1967年 - ロレンツォ・バンディーニ、F1レーサー（* 1935年）
- 1969年 - 塩野直道、算術教育者。4つ珠そろばん普及者（* 1898年）
- 1971年 - 箕作秋吉、作曲家、化学者（* 1895年）
- 1973年 - 若杉末雪、実業家、第3代三井物産社長。初代三井広報委員会会長（* 1903年）
- 1977年 - ジョーン・クロフォード、女優（* 1904年）
- 1978年 - 鈴木芳太郎、プロ野球選手（* 1913年）
- 1980年 - リーガル千太、漫才師（リーガル千太・万吉）（* 1901年）
- 1980年 - 桂田芳枝、数学者、北海道大学名誉教授（* 1911年）
- 1982年 - 宇田道隆、海洋物理学者、水産海洋学者（* 1905年）
- 1982年 - ペーター・ヴァイス、作家（* 1916年）
- 1986年 - チャールズ・"ハングリー"・ウィリアムズ、R&Bドラマー、シンガー（* 1935年）
- 1987年 - 平沢貞通、画家、元死刑囚（* 1892年）
- 1987年 - 鵜飼信成、法学者、第二代国際基督教大学学長（* 1906年）
- 1989年 - 村崎凡人、国文学者、歌人、教育者、元村崎学園理事長（* 1914年）
- 1989年 - ウディ・ショウ、ジャズトランペット奏者（* 1944年）
- 1990年 - 岸輝子、女優（* 1905年）
- 1991年 - 岩崎勝太郎、実業家、元岩崎勝商事社長（* 1914年）
- 1993年 - 長谷川治、元プロ野球選手（* 1916年）
- 1994年 - ジョン・ゲイシー、連続殺人者（* 1942年）
- 1995年 - 佐藤肇、映画監督（* 1929年）
- 1995年 - 高橋繁男、テレビドラマ監督、舞台演出家（* 1931年）
- 1996年 - 上杉佐一郎、部落解放運動家（* 1919年）
- 1996年 - 難波康子、登山家（* 1949年）
- 1998年 - クララ・ロックモア、テルミン奏者（* 1911年）
- 1998年 - ねこぢる、漫画家（* 1967年）
- 1999年 - 渡辺直経[9]、人類学者、東京大学名誉教授（* 1919年）
- 1999年 - シェル・シルヴァスタイン、作家、イラストレーター（* 1932年）
- 2000年 - 小前博文、元プロ野球選手（* 1921年）
- 2000年 - キヨシ・クロミヤ、作家、人権活動家（* 1943年）
- 2000年 - 塩沢兼人、声優（* 1954年）
- 2002年 - デイヴィッド・リースマン、社会学者（* 1909年）
- 2002年 - 森茂、実業家、元京王百貨店社長（* 1920年）
- 2002年 - イヴ・ロベール、俳優、映画監督、脚本家（* 1920年）
- 2002年 - 若菜正、出版人、第3代集英社社長（* 1925年）
- 2003年 - 東郷民安[10]、実業家、殖産住宅相互創業者（* 1916年）
- 2004年 - 大石慎三郎、歴史学者、学習院大学名誉教授（* 1923年）
- 2005年 - 今久留主功、元プロ野球選手（* 1925年）
- 2006年 - 松野頼三、政治家、第36代農林大臣、第20代防衛庁長官、第16代労働大臣、第2代総理府総務長官（* 1917年）
- 2006年 - エイブ・ローゼンタール、ジャーナリスト（* 1922年）
- 2007年 - 荘孝次、実業家、元ニコン社長（* 1927年）
- 2007年 - 山口あかり、作詞家（* 1934年）
- 2008年 - レイラ・ジェンチェル、ソプラノ歌手（* 1928年）
- 2008年 - 五井輝、舞踏家（* 1945年）
- 2009年 - ジェイムズ・カーカップ、詩人、劇作家（* 1918年）
- 2009年 - 上田誠吉、弁護士（* 1926年）
- 2009年 - 笠原正行、元プロ野球選手（* 1933年）
- 2009年 - 亀井淳、ジャーナリスト、元週刊新潮編集部次長（* 1935年）
- 2009年 - イーゴリ・エシポフスキー、政治家、元ロシアイルクーツク州知事（* 1960年）
- 2010年 - 久保田照雄、銀行家、元北陸銀行頭取（* 1927年）
- 2010年 - フランク・フラゼッタ、イラストレーター（* 1928年）
- 2012年 - 加藤美代三、日本画家（* 1912年）
- 2012年 - 下村梅子、俳人（* 1912年）
- 2012年 - キャロル・シェルビー、レーシングドライバー、レーシングカーデザイナー（* 1923年）
- 2012年 - 木村碩志、企業家（* 1929年）
- 2012年 - 中本幸一、政治家、元奈良県生駒市長（* 1936年）
- 2012年 - エディ・パーキンス、プロボクサー、元WBA・WBC世界スーパーライト級王者（* 1937年）
- 2013年 - 本間浩、法学者、駿河台大学名誉教授、法政大学名誉教授（* 1938年）
- 2014年 - 岩井直溥、作曲家、編曲家、指揮者（* 1923年）
- 2014年 - アンドレ・ポップ、作曲家（* 1924年）
- 2014年 - 中山茂、科学史家（* 1928年）
- 2014年 - 小林莞爾、政治家（* 1929年）
- 2014年 - パトリック・ウッドロッフェ（英語版）、画家（* 1940年）
- 2015年 - 月丘千秋、女優（* 1925年）
- 2015年 - 南部樹未子、小説家、推理作家（* 1930年）
- 2015年 - 金格植、軍人、元朝鮮人民軍大将（* 1940年）
- 2015年 - ちあき哲也、作詞家（* 1948年）
- 2016年 - 猪俣宇吉、実業家、元北越製紙社長（* 1927年）
- 2017年 - 竹内外史、数学者、論理学者（* 1926年）
- 2017年 - 大野木克信、銀行家、元日本長期信用銀行頭取（* 1936年）
- 2019年 - 加古房夫、政治家、元兵庫県三木市長（* 1929年）
- 2019年 - アルフレード・ペレス・ルバルカバ、化学者、政治家、元スペイン内務大臣・副首相（* 1951年）
- 2019年 - 相澤英孝、知的財産法学者、一橋大学名誉教授（* 1954年）
- 2020年 - 白倉政司、政治家、元山梨県北杜市長・高根町長（* 1947年）
- 2020年 - ベティ・ライト、シンガーソングライター（* 1953年）
- 2021年 - 井山計一、バーテンダー（* 1926年）
- 2021年 - スヴァンテ・スレッソン、ジャズシンガー（* 1937年）
- 2021年 - ミシェル・フルニレ、シリアルキラー（* 1942年）
- 2021年 - リッチー・シェインブラム、元プロ野球選手（* 1942年）
- 2022年 - 中村信子、アナウンサー、ベトナムの声放送局日本語放送アナウンサー（* 1922年）
- 2022年 - 佐藤晃一、実業家、元ホテルオークラ社長（* 1924年）
- 2022年 - 早乙女勝元、作家（* 1932年）
- 2022年 - 青木はるみ、詩人（* 1933年）
- 2022年 - レオニード・クラフチュク、政治家、初代ウクライナ大統領（* 1934年）
- 2022年 - シヴ・クマール・シャルマ、サントゥール奏者（* 1938年）
- 2022年 - ボブ・レイニア、プロバスケットボール選手（* 1948年）
- 2022年 - アレクサンドル・トラーゼ、ピアニスト（* 1952年）
- 2023年 - 三田敏哉、政治家（* 1933年）
- 2023年 - 佐伯尚孝、実業家、第9代三和銀行頭取（* 1934年）
- 2023年 - イアン・ハッキング、哲学者（* 1936年）
- 2023年 - ラス・ニコルソン、イラストレーター（* 生年不詳）
- 2024年 - 清滝一也、銀行家、元池田銀行頭取（* 1924年）
- 2024年 - 新宮康男、実業家、元住友金属工業社長、元関西経済連合会会長（* 1926年）
- 2024年 - 前田昌美、実業家、サン電子創業者（* 1933年）
- 2024年 - ヒュー・エドワーズ、潜水士、トレジャーハンター、作家、海洋写真家（* 1933年）
- 2024年 - ジェームズ・シモンズ、数学者、投資家、慈善家、ヘッジファンドマネージャー（* 1938年）
- 2024年 - 近藤勝重、ジャーナリスト、編集者、コラムニスト、元サンデー毎日編集長 （* 1945年）
- 2025年 - エディ藩、ギタリスト、歌手（* 1947年）

## 記念日・年中行事

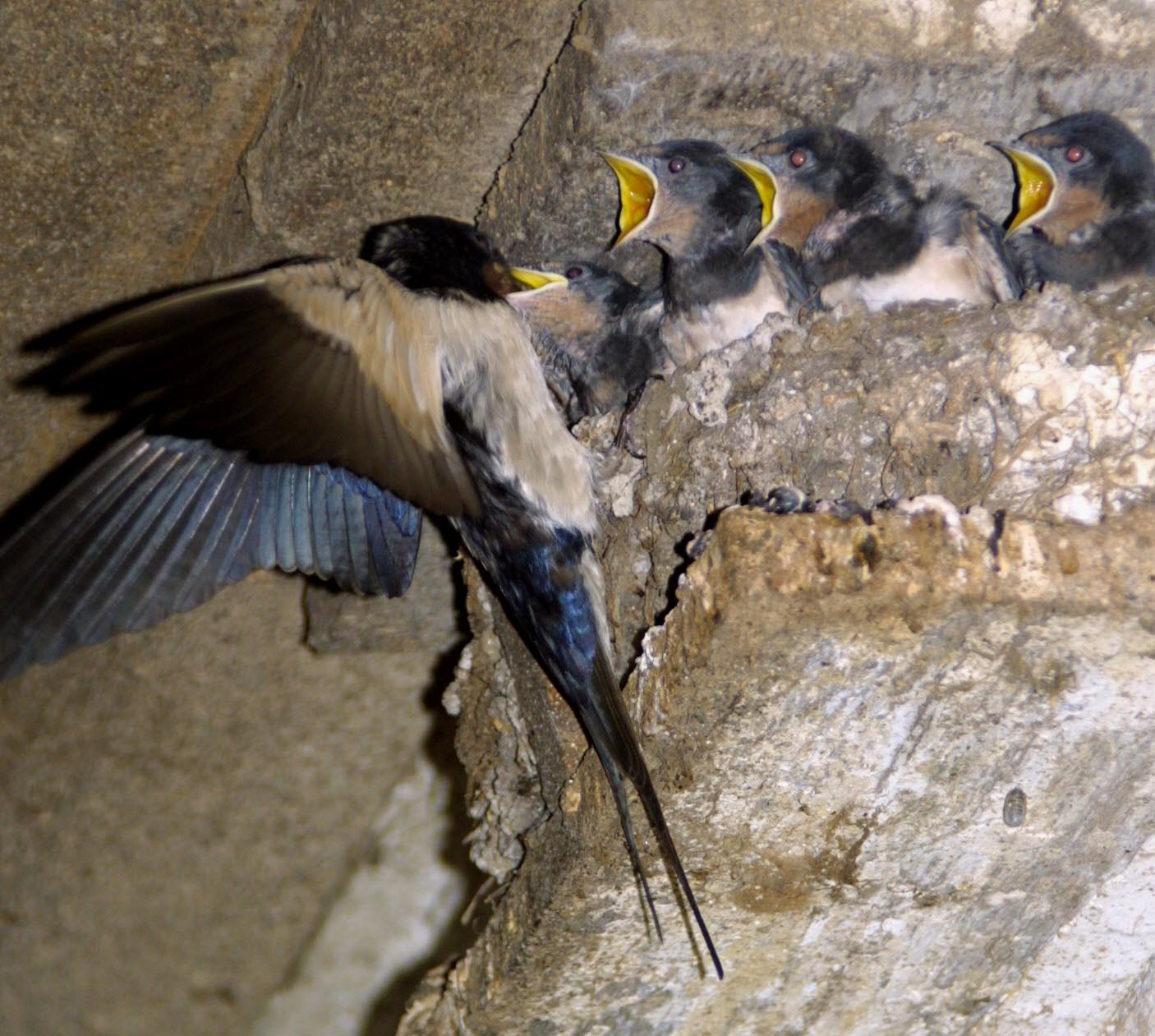
愛鳥週間（16日まで）。画像はツバメ

- 憲法記念日（ ミクロネシア連邦）
- 日本気象協会創立記念日（ 日本）
1950年のこの日に日本気象協会(JWA)が「気象協会」として創設されたことを記念。
- 愛鳥週間（ 日本）5月16日まで
  - 愛鳥の日（ 日本、1947年 - 1949年）
1947年に4月10日の「愛鳥の日」として実施されたが、まだ冬鳥が多い時期であるとして後に1か月ずらした5月10日とした。1950年からは「愛鳥週間」に移行した。
- コットンの日（ 日本）
日本紡績協会が1995年10月に制定。「コッ(5)トン(10)」の語呂合せ[11]。
- 地質の日（ 日本）
地質関係の組織・学会が2007年に制定。1876年のこの日に日本初の広域的な地質図「日本蝦夷地質要略之図」が作成されたことを記念。
- 街区表示板の日（ 日本）
1962年のこの日に住居表示に関する法律が施行されたことを記念。
- 五島の日（ 日本）
五島列島にある長崎県五島市と南松浦郡新上五島町が制定。「ゴ(5)トウ(10)」の語呂合せから[12]。
- 黒糖の日（ 日本）
沖縄県が2010年に制定。黒糖が旬を迎える時期であることと「コク(5)トウ(10)」の語呂合せから[13]。
- 奄美黒糖焼酎の日（ 日本）
奄美大島酒造協同組合が2007年5月に制定。東京農業大学の小泉武夫教授の提案で、「こ (5) く (9) とう (10）」の語呂合せで、5月9日及び10日の2日間に定められた[14]。
- リプトンの日
英国の紅茶ブランド「リプトン」を展開するユニリーバ・ジャパンが制定。 創業者トーマス・リプトンの1848年の誕生日であり、リプトンが1871年に最初の食料品店を開いた日でもあることから[15]。